# Vigilius van Thapsus
Vigilius van Thapsus (overleden ca. 490) was bisschop van de Africaanse stad Thapsus in de provincie Byzacena.
Vigilius was een van de deelnemers aan een soort bisschoppensynode, die op de 1e februari 484 op bevel van de Vandalenkoning Hunerik in Carthago plaatsvond. Het doel was dat de bisschoppen van de Rooms-katholieke en de Ariaanse kerk zouden discussiëren. Dit is opgetekend in de "Notitia", een bijlage uit de Geschiedenis van Victor van Vita. 
Over Vigilius' levensloop en zijn daaropvolgende activiteiten is weinig bekend. Er zijn echter twee theologische werken van hem overgeleverd. Men vermoedt dat hij rond 485 naar Constantinopel vluchtte, toen de katholieke bisschoppen uit Africa door de Vandalen werden verbannen. Zijn geschriften laten zien dat Vigilius actief deelnam aan de theologische controverses van zijn tijd. Met zekerheid is de theologische dialoog Contra Arianos, Sabellianos et Photinianos; Athanasio, Ario, Sabellio, Photino et Probo judice, interlocutoribus (Tegen de Arianen, Sabellianen ...) van zijn hand.